# Billard anglais
 (novembre 2021).
Si vous disposez d'ouvrages ou d'articles de référence ou si vous connaissez des sites web de qualité traitant du thème abordé ici, merci de compléter l'article en donnant les références utiles à sa vérifiabilité et en les liant à la section « Notes et références ».
Ne doit pas être confondu avec Blackball.

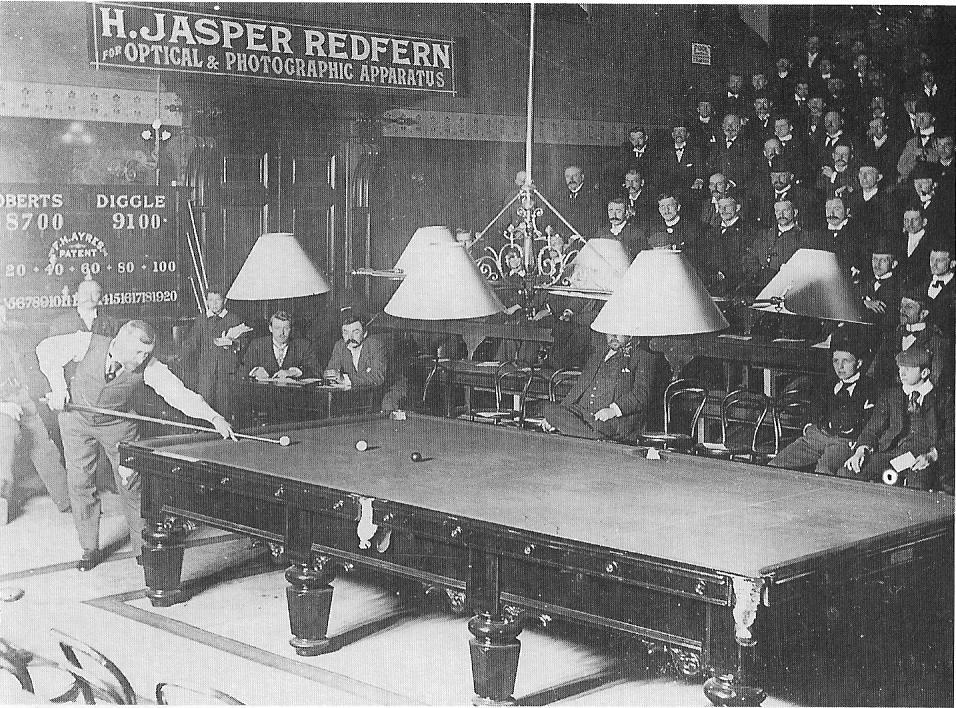
une partie du XIXe siècle

Le billard anglais est un jeu de billard, élaboré en Angleterre et pratiqué dans de nombreux pays du Commonwealth et à travers le monde.

## Règles

### Table et boules
- 3 boules de 52,5 mm dont :
  - une rouge (la boule d'objet) ;
  - une blanche (boule de pointe pour le joueur 1 et boule d'objet pour le joueur 2) ;
  - une jaune ou une blanche marquée d'un point (boule de pointe pour le joueur 2 et boule d'objet pour le joueur 1).

La surface jouable mesure 3,57 m de longueur et 1,78 m de largeur, bien qu'il en existe des plus petites, jusqu'à moitié de taille, dans des halls, pubs, salles de billard...

### Décompte des points

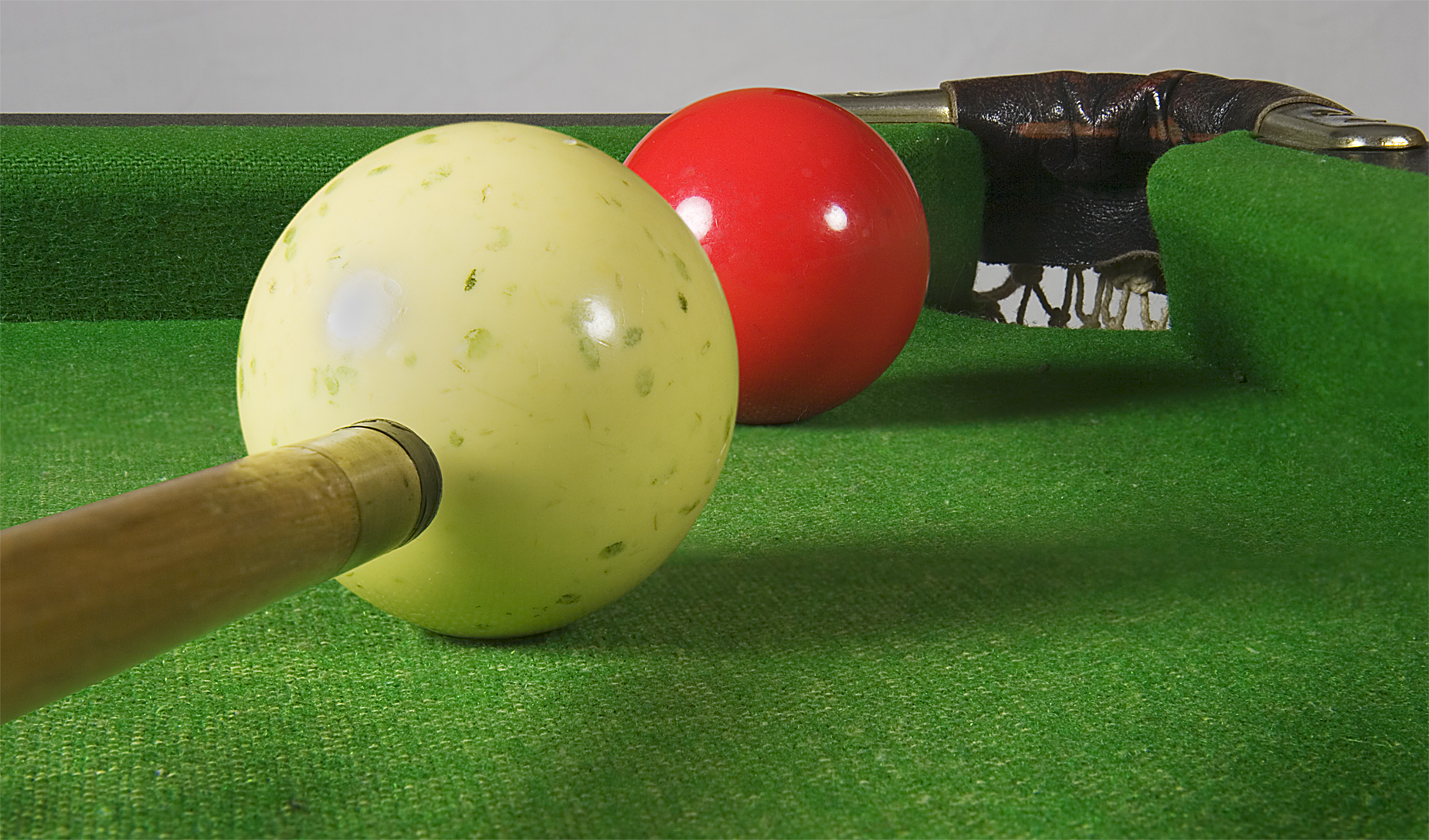
La boule de pointe (blanche) et la boule d'objet (rouge)

La boule rouge est placée sur le point en haut de la table et le premier joueur commence en jouant derrière la ligne de cadre.
Des points sont attribués de la manière suivante :
- Cannon : la boule de pointe est tirée et percute les deux autres boules (2 points).
- Hazard gagnant :
  - la boule rouge est empochée par la boule de pointe (3 points) ;
  - la boule de pointe de l'adversaire est empochée (2 points).
- Hazard perdant : la boule de pointe est empochée en ayant heurté une autre boule entre-temps :
  - 3 points si la boule rouge est touchée ;
  - 2 points si la boule de pointe de l'adversaire est touchée ;
  - 2 points si les deux autres boules sont touchées en même temps.

Plusieurs de ces coups peuvent être marqués en même temps. Ainsi, un joueur peut marquer jusqu'à 10 points en un coup: la rouge et l'autre boule de pointe étant toutes deux empochées par cannon (la rouge doit être touchée en premier) ainsi que sa propre boule de pointe, en ayant heurté la rouge.
Le gagnant est le joueur à avoir atteint un nombre de points accordé en début de partie (p. ex. 300).